# Aillya
Aillya ist die einzige Gattung der Familie Aillyidae aus der Unterordnung der Landlungenschnecken (Stylommatophora); die Aillyidae sind wiederum die einzige Familie der Überfamilie Aillyoidea. Es sind Halbnacktschnecken, deren dünnwandiges Gehäuse von zwei Mantellappen bedeckt ist. Die zwei (oder drei?) Arten sind in Westafrika beheimatet. 

## Merkmale
Die zwei Arten der Gattung Aillya bzw. der Familie Aillyidae besitzen eiförmige oder elliptische Gehäuse, die von zwei vergrößerten Mantellappen bedeckt sind. Die 2,5 bis 3,5 Umgänge nehmen sehr rasch zu, sodass die Mündungshöhe fast 90 % der Gesamthöhe erreicht. Ein Nabel ist nicht vorhanden. Die Höhe beträgt bis 7,3 mm, die Breite bis zu 5 mm. Die adulten Tiere können sich nicht mehr in das Gehäuse zurückziehen. Die Mündung ist eiförmig mit dünnen, einfachen Rändern. Die weißlich-opake oder farblose Schale ist dünn, glasartig, sehr fragil und durchscheinend. Die Oberfläche glänzt perlmuttrig. Das Embryonalgehäuse ist mit sehr kleine Pusteln in spiraligen Reihen besetzt. Die postembryonalen Umgänge zeigen feine radiale Linien, die am unteren Ende am deutlichsten sind. Die zwei Mantellappen bedecken das Gehäuse fast vollständig; lediglich etwas hinter der Mitte ist ein kleiner, schmaler Streifen unbedeckt. Der vordere Lappen erstreckt sich nach vorne weit über das Gehäuse hinaus und bedeckt auch den Kopf. Nur die Fühler ragen unter dieser Struktur hervor. Die hintere Begrenzung ist tief gebuchtet. Der hintere Lappen läuft nach hinten von oben gesehen spitzdreieckig aus, ist deutlich länger als das Gehäuse, erreicht jedoch nicht das Schwanzende. Das dreieckige Ende ist vom Körper abgehoben und läuft in eine kegelartige Spitze aus. Das vordere Ende ist nach vorne geschwungen. Zwischen dem Vorderrand des hinteren Mantellappen und dem Hinterrand des vorderen Mantellappens bleibt somit eine halbmondförmige Lücke frei, durch die das Gehäuse noch sichtbar ist. Beide Mantellappen sind seitlich, jeweils am unteren Ende der Lappen miteinander verbunden. Der Fuß besitzt einen kurzen Caudalfortsatz, aber keine Caudalpore. Die Fußsohle weist Querrunzeln auf. Die Zwitterdrüse besteht aus zahlreichen, länglichen Acini, die in einigen wenigen Büscheln konzentriert sind. Der Zwittergang ist gewunden und bildet eine Schleife an der Innenseite der Albumindrüse. Der Eisamenleiter (Spermovidukt) ist sehr kurz. Die Prostata besteht aus langen, dicht stehenden Acini. Dagegen ist der Samenleiter (Vas deferens) sehr lang und tritt in den Penis nahe am Apex ein. Das Flagellum ist kurz und dick und besitzt innen einen Axialfaden. Die innere Wand des Epiphallus weist Vertiefungen auf. Der große Penis besitzt innen zwei Kammern, die durch rundliche Falten voneinander getrennt sind. In den Kammern befinden sich ein paar weniger, kurze längliche Pfeilerstrukturen. Der Penisretraktormuskel setzt am Übergang Epiphallus/Flagellum an. Der freie Eileiter ist eher kurz, dafür ist die Vagina ausgedehnt und an den Innenwänden mit Längsfalten besetzt. Die Stiel der Samenblase ist sehr kurz, die Blase selber eiförmig. Die Eier mit kalkiger Schale sind mit 1 mm Durchmesser im Verhältnis zur Größe des Adulttieres sehr groß.

## Geographische Verbreitung und Lebensraum
Die zwei Arten kennt man bisher nur aus Kamerun, Sierra Leone, Nigeria und Bioko (früher „Fernando Póo“).

## Systematik
Die Familie Aillyidae enthält derzeit nur eine einzige Gattung mit zwei Arten:
- Aillyidae Baker, 1955[2]
  - Aillya Odhner, 1927
    - Aillya camerunensis Odhner, 1927
    - Aillya totipunctata Connolly, 1929[3]

Möglicherweise gibt es noch eine dritte Art, die zur Gattung Aillya gestellt werden kann, "Succinea" catena Spence, 1925 aus Kamerun. Die Art könnte aber auch konspezifisch mit Aillya camerunensis sein.
Die Gattung Prestonella Connolly, 1929 wurde von Schileyko mit Fragezeichen zur Familie Aillyidae gestellt. Nach der neueren anatomischen und molekulargenetischen Untersuchung durch Herbert & Mitchell (2009) gehört sie jedoch in die Familie Bulimulidae.

## Belege